# Sciez
Sciez (auch Sciez am Genfersee) ist eine französische Gemeinde im Département Haute-Savoie in der Region Auvergne-Rhône-Alpes.

## Geographie
Sciez liegt auf 406 m, neun Kilometer westsüdwestlich der Stadt Thonon-les-Bains (Luftlinie). Das Dorf erstreckt sich leicht erhöht in der Ebene des Bas-Chablais über dem Südufer des Genfersees, westlich des Flusses Foron.
Die Fläche des 20,47 km² großen Gemeindegebiets umfasst einen Abschnitt am Südufer des Genfersees, die Seeuferlinie beträgt ungefähr 3,5 km. Das Gemeindeareal erstreckt sich vom flachen Seeufer (Golfe de Coudrée) südwärts über die Ebene des Bas-Chablais bis auf die Waldhöhe des Mont de Boisy, auf dem mit 730 m die höchste Erhebung von Sciez erreicht wird. Im Südosten reicht das Gebiet in die ausgedehnten Waldungen Forêt de Planbois auf einem leicht gegen Süden ansteigenden Plateau. Die Ebene bei Sciez wird von mehreren Fließgewässern durchzogen, die an den Hängen der umliegenden Höhen entspringen und in den Genfersee münden. Die Westgrenze bildet der Vion, bei Sciez erreicht das Tal des Foron die Ebene und im Osten verläuft die Grenze entlang dem Ruisseau du Redon.

### Gemeindegliederung
Zu Sciez gehören neben dem eigentlichen Dorfzentrum verschiedene weitere Dörfer und Weilersiedlungen: 
- Excugefattaz (381 m), in der Ebene östlich des Vion
- Filly (396 m), in der Ebene westlich von Sciez
- Prailles (428 m) am Nordfuß des Mont de Boisy
- Marignan (412 m) am Nordfuß des Mont de Boisy
- Coudrée (375 m) am Seeufer
- Port de Sciez (375 m) am Seeufer
- Bonnatrait (401 m) auf dem Plateau östlich des Foron
- Songy (400 m)
- Jussy (417 m) auf dem Plateau westlich des Ruisseau du Redon
- Chavanne (430 m) auf dem Plateau östlich des Foron
- Excuvilly (412 m) auf dem Plateau östlich des Foron
- Choisy (453 m) am Nordrand der Forêt de Planbois
- Chavannex (497 m) am Ostabhang des Mont de Boisy über dem Tal des Foron

Nachbargemeinden von Sciez sind Margencel im Osten, Perrignier, Lully, Bons-en-Chablais und Ballaison im Süden sowie Massongy und Excenevex im Westen.

## Geschichte
Das Gebiet um Sciez war schon sehr früh bewohnt. Die ältesten Spuren stammen von einer Uferrandsiedlung aus dem Neolithikum. Auch während der Römerzeit bestand hier eine Siedlung. 
Um das Jahr 520 gelangte das Gebiet durch eine Schenkung des Burgunderkönigs Sigismund an das Kloster Saint-Maurice im schweizerischen Wallis. Erstmals erwähnt wird Sciez 1026 in einer Urkunde des Klosters Filly, das vom frühen 11. Jahrhundert bis ins 16. Jahrhundert bestand. Die Herkunft des Ortsnamens ist nicht eindeutig geklärt. Während einige Quellen als Ursprung das keltische Wort sie, sy (Grenze) sehen, führen andere Namenforscher Sciez auf den gallorömischen Personennamen Sigius zurück.
Seit dem Mittelalter gehörte Sciez zur Grafschaft und zum Herzogtum Savoyen. Von 1536 bis 1567 unterstand es der Berner Herrschaft. In der Zeit von 1798 bis 1814 gehörte es als Teil des Département du Léman zu Frankreich, danach wieder zu Savoyen (Königreich Sardinien-Piemont), bevor es 1860 endgültig an Frankreich gelangte, siehe dazu auch Savoyerhandel.

## Sehenswürdigkeiten
Unter den Sehenswürdigkeiten von Sciez sind die neugotische Dorfkirche, die Kapelle Notre Dame de Chavannex (im 13. Jahrhundert von Mönchen des später zerstörten Klosters Filly gegründet) und das Château de Coudrée zu erwähnen. Letzteres wurde ebenfalls im 13. Jahrhundert errichtet und besitzt mehrere Rundtürme sowie einen mächtigen viereckigen Bergfried. Im Ortskern von Sciez sind Reste des mittelalterlichen Mauergürtels erhalten.

## Bevölkerung
| Jahr                       | 1962 | 1968 | 1975 | 1982 | 1990 | 1999 | 2005 | 2018 |
| Einwohner                  | 1341 | 1617 | 2229 | 2621 | 3371 | 4268 | 4782 | 6190 |
| Quellen: Cassini und INSEE |      |      |      |      |      |      |      |      |

Mit 6317 Einwohnern (Stand 1. Januar 2022) gehört Sciez zu den mittelgroßen Gemeinden des Départements Haute-Savoie. In den letzten Jahrzehnten wurde ein kontinuierliches starkes Wachstum der Einwohnerzahl verzeichnet. Außerhalb des alten Dorfkerns entstanden größere Einfamilienhausquartiere. In Seeufernähe gibt es überdies zahlreiche Zweitwohnsitze.

## Wirtschaft und Infrastruktur
Sciez war bis weit ins 20. Jahrhundert hinein ein vorwiegend durch die Landwirtschaft geprägtes Dorf. Sciez liegt in der Weinbauregion Savoie. Weißweine aus der Rebsorte Altesse (lokal Roussette genannt) dürfen unter der geschützten Herkunftsbezeichnung Roussette de Savoie vermarktet werden. Für Weißweine anderer Rebsorten sowie Rotweine gilt die AOC Vin de Savoie.
Heute gibt es verschiedene Betriebe des lokalen Kleingewerbes sowie Bau- und Handelsfirmen. Zahlreiche Erwerbstätige sind Wegpendler, die in Thonon-les-Bains oder in der Agglomeration Genf ihrer Arbeit nachgehen.
In der Bucht von Coudrée befindet sich ein ausgedehnter Sandstrand, der während des Sommerhalbjahres ein beliebtes Tagesausflugsziel bildet. Sciez besitzt einen Sportbootshafen und ist durch die Personenschifffahrt auf dem Genfersee mit den benachbarten Seeanstößergemeinden verbunden. Die Ortschaft liegt an der Hauptstraße N5, die von Genf nach Thonon-les-Bains führt. Weitere Straßenverbindungen bestehen mit Bons-en-Chablais, Excenevex und Perrignier.